# American Party - Due gambe da sballo
American Party - Due gambe da sballo (Who's Your Daddy?) è un film direct-to-video del 2002 diretto da Andy Fickman.

## Trama
Chris è un ragazzo sfortunato che ha sempre desiderato essere popolare e insieme ai suoi amici le provano tutte per riuscirci.
La scuola è finita! Niente più noiosi compiti e professori bacchettoni, una sola cosa è rimasta da fare a Chris: organizzare una supermegafesta, la madre di tutte le feste. Ma in effetti lui non è certo Mr. Popolarità, anzi a dire il vero nessuno è interessato al Party di una nullità come lui, la festa si rivela un vero e proprio disastro perché vi partecipano solo i suoi amici e Kate, la redattrice del giornale della scuola innamorata segretamente di Chris. Ma la sua vita sta per cambiare. Infatti i suoi genitori biologici, che egli non ha mai conosciuto, muoiono in un incidente e gli lasciano in eredità Heaven, la più importante rivista pornografica del mondo. Quando scopre di aver ereditato la più famosa rivista per adulti e di essere quindi ricco sfondato, le cose cambiano e non poco: può avere tutto quello che vuole insieme alle donne più sexy del pianeta, ma qualcuno non è d'accordo con i piani di Chris e presto si farà sentire!